# Amatersko prvenstvo Francije 1937
Amatersko prvenstvo Francije 1937 v tenisu.

## Moški posamično
Henner Henkel :  Bunny Austin 6-1, 6-4, 6-3

## Ženske posamično
Hilde Sperling :  Simone Mathieu 6-2, 6-4

## Moške dvojice
Gottfried von Cramm /  Henner Henkel :  Vernon Kirby /  Norman Farquharson  6–4, 7–5, 3–6, 6–1

## Ženske dvojice
Simone Mathieu  /  Billie Yorke :  Dorothy Andrus /  Sylvie Jung Henrotin 3–6, 6–2, 6–2

## Mešane dvojice
Simone Mathieu /  Yvon Petra :  Marie Luise Horn /  Roland Journu  7–5, 7–5